# Chesaw (Washington)
Chesaw es un área no incorporada ubicada en el condado de Okanogan en el estado estadounidense de Washington.

## Geografía
Chesaw se encuentra ubicado en las coordenadas 48°58′21″N 119°2′20″O / 48.97250, -119.03889.